# Sun Cycle & Fittings Co. Ltd.
Sun Cycle & Fittings Co. Ltd. fue un fabricante de motocicletas y bicicletas británico con sede en Birmingham. Fundada en 1907, la empresa estuvo operativa hasta 1961, cuando fue absorbida por el fabricante de bicicletas Raleigh.

## Historia
James Parkes fundó en 1885 la compañía James Parkes & Son en Birmingham. Producía principalmente portalámparas y otras piezas metálicas pequeñas. El nombre de la empresa, Sun (sol), probablemente hacía referencia a la línea de negocio original. Birmingham, ya entonces un núcleo industrial importante, comenzó a convertirse en un centro de la emergente industria automotriz después de principios del siglo XX. En 1907, la compañía pasó a llamarse The Sun Cycle & Fittings Company Limited y comenzó a fabricar bicicletas.
En 1911 produjo por primera vez una motocicleta: la Sun Precision. La empresa operaba como un fabricante de automóviles moderno, utilizando partes de distintos fabricantes: el motor de 3.5 CV procedía de la empresa Precision, Bosch contribuyó al sistema de ignición, y la caja de cambios la suministró la compañía Sturmey-Archer, también de base local. El tren de rodadura era construido por Sun, que ensamblaba las máquinas. En 1913, la gama de modelos se amplió a tres variantes de 499 a 597 cm³, una de ellas con motor JAP. En el mismo año, se lanzó la Sun-Villiers con motores de 269 cc suministrados por este último fabricante. En 1915 se comercializó la Sun-Vitesse con la misma cilindrada, pero con un motor de su propia producción. Durante la Primera Guerra Mundial, la empresa no fue muy innovadora.
A principios de la década de 1920, la empresa ofrecía ambos modelos con sus propios motores en el segmento de desplazamiento de 250 a 350 cm³, así como unidades con motor JAP. La empresa participó con sus propias máquinas en el Tourist Trophy de la Isla de Man, pero nunca logró clasificarse más allá del noveno lugar. A mediados de la década, se agregaron modelos con motores Villiers y Blackburne. La Gran Depresión también dejó su marca en Sun y contribuyó al lento declive de la empresa.
En la década de 1930, la producción de motocicletas se suspendió temporalmente. A pesar de algunos intentos ambiciosos, como cuando la compañía intentó restablecerse hacia 1940 con un autociclo de tres ruedas con motor de 98 cc y un ciclomotor sencillos, estas tentativas no fueron acompañadas por el éxito financiero. A mediados de la década de 1950, Sun produjo el escúter Geni con llantas de 15 pulgadas y un motor de 98 cc. Al mismo tiempo, se produjo la motocicleta con motor de dos tiempos de 249 cc Overlander. En los años siguientes, algunos nuevos inversores tomaron parte en la empresa, hasta que el fabricante de bicicletas Raleigh adquirió los derechos del nombre e intentó, bajo la marca Sun, comercializar su escúter Wasp. En 1961 la empresa fue finalmente disuelta.

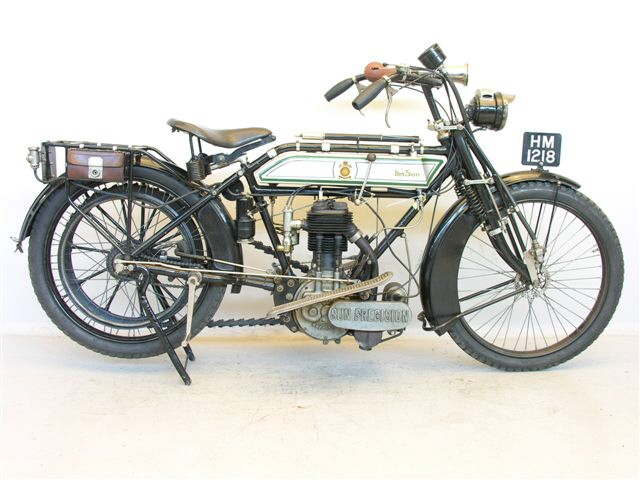
Sun 597 cc (1912)
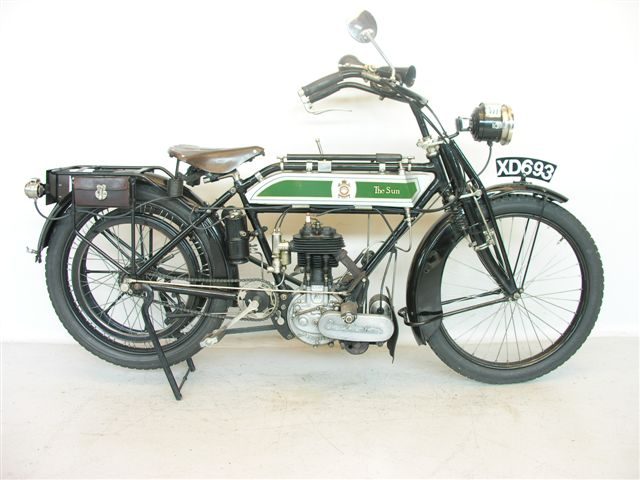
Sun 500 cc (1912)
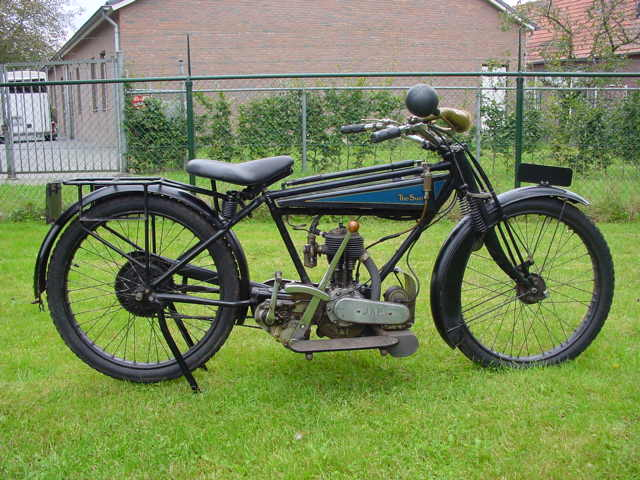
Sun 285 cc (1923)
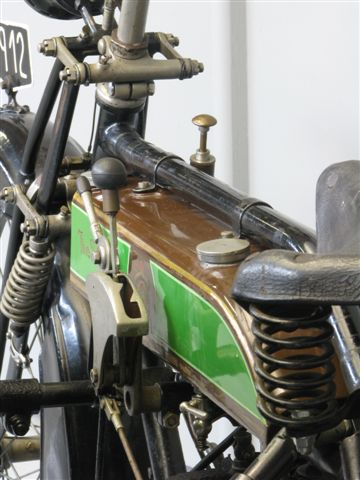
Sun de 1912. Detalle
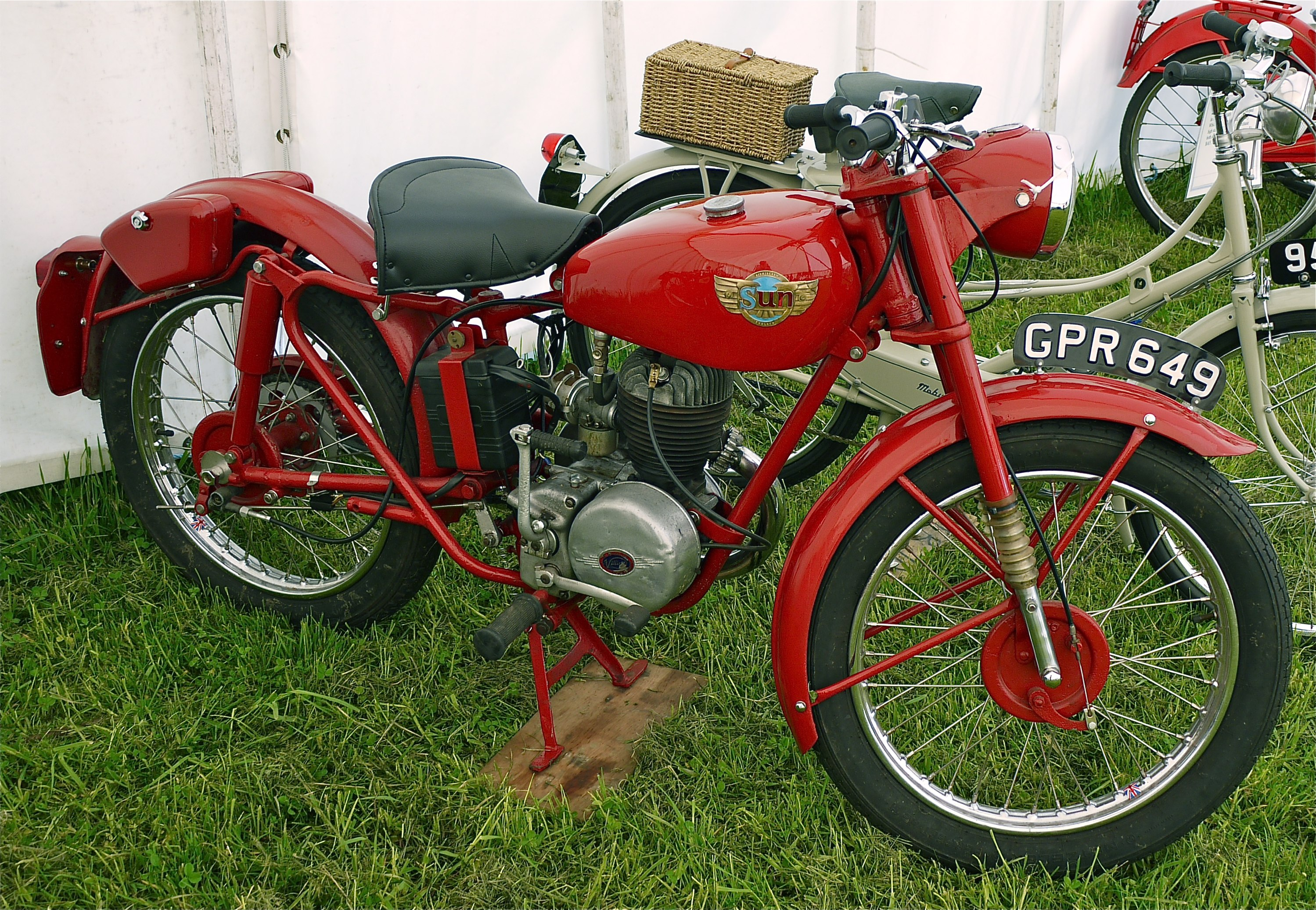
Sun 197 cc Challenger  (1954)
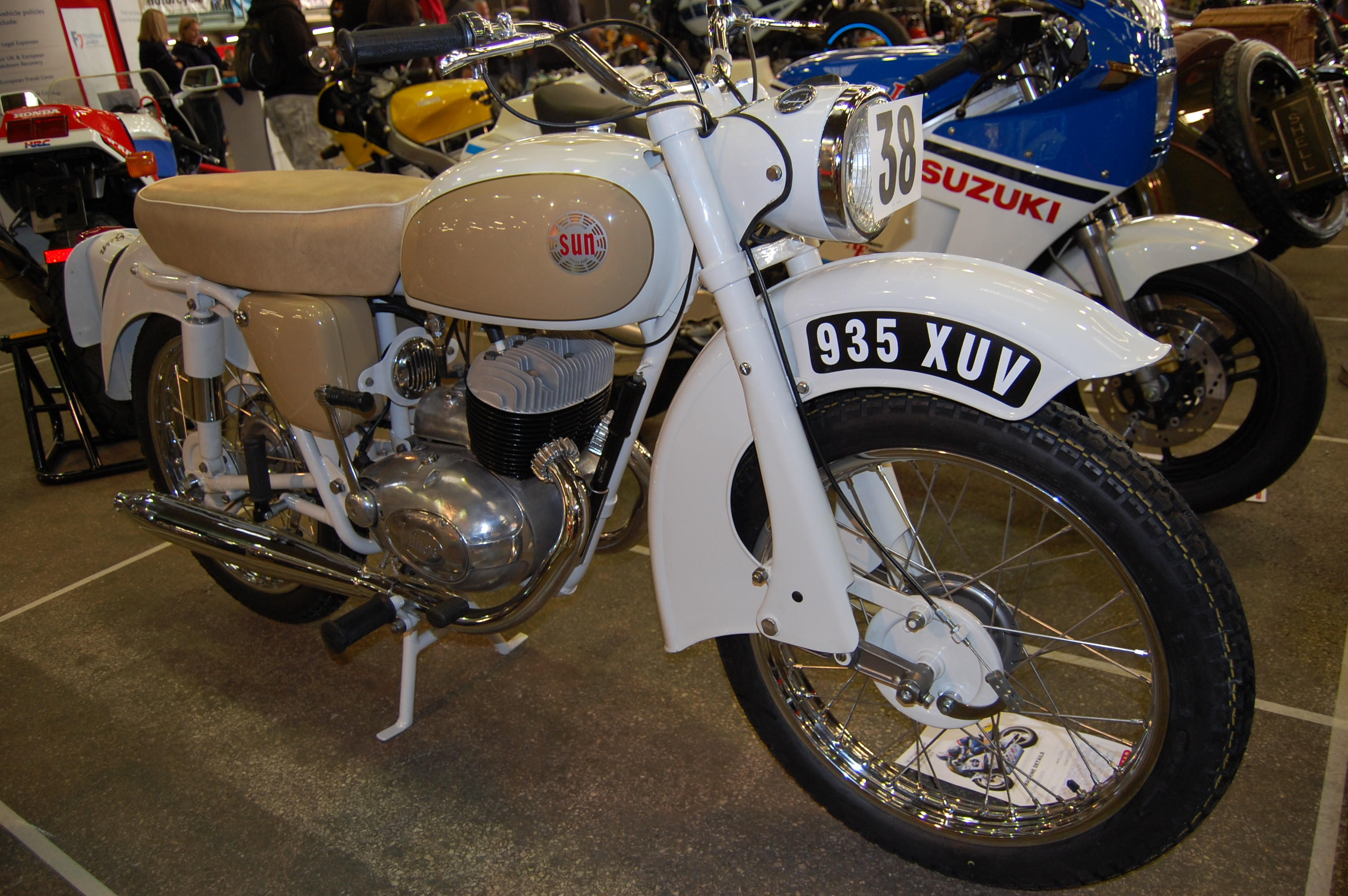
Suns Overlander (1952)